# Vale da Senhora da Póvoa
Vale da Senhora da Póvoa is een plaats (freguesia) in de Portugese gemeente Penamacor en telt 333 inwoners (2001).